# Dicobunoïdeus
Els dicobunoïdeus (Dichobunoidea) són els artiodàctils més primitius. La seva taxonomia roman molt confusa i està subjecta a constants alteracions. En general, la família dels dicobúnids era dividida tradicionalment en diverses subfamílies, moltes de les quals passaren a tenir l'estatus de famílies. Visqueren des de l'Eocè inferior fins al Miocè mitjà a Àsia, Europa i Nord-amèrica.